# Go Text Protocol
Go Text Protocol (GTP、碁テキストプロトコル) はコンピューター上で囲碁をプレイするために多くの囲碁思考エンジンで使用されるプロトコルである。GTPバージョン1はGNU Go 3.0.0からで実装されたが、プロトコルには明確に仕様が定義されていなかった。 現在使用されているバージョンはGTP 2であり、ドラフト仕様として存在し、最終決定はされていない。

## 概要
GTPは通常、GNU Goをはじめとする多くの囲碁思考エンジンと、GoGuiなどのGUIフロントエンド間での情報のやり取りに使用される。思考エンジンとGUIは現実世界における棋士と碁盤・碁石との関係に例えることができる。
ソフトを分離することにより、思考エンジンとGUIの開発者の負担が軽減されるなどのメリットがある。またLizzieなど、対局以外の機能を重視するGUIも登場している。
利用者の導入に多少の手間がかかることもあり、銀星囲碁などの市販の囲碁ソフトでは(少なくとも表向きには)使用されていない。
同様のプロトコルとして、コンピュータチェスではユニバーサル・チェス・インタフェース（UCI）、コンピュータ将棋ではユニバーサル将棋インタフェース（Universal Shogi Interface, USI）が使われている。